# Botelhos
Botelhos é um município brasileiro do sul do estado de Minas Gerais, na Região Sudeste do país. Localiza-se a oeste da capital do estado, distando desta cerca de 455 km. Ocupa uma área de 333.666 km² e sua população em 2022 era de 14 828 habitantes. 

## História
O início da povoação que deu origem ao atual município de Botelhos se deu em 1845. Após  Antônio Carvalho, construir uma capela em homenagem a São José no cruzamento das estradas das estradas que davam acesso a Cabo Verde, Caldas e Campestre.
Joaquim Botelho de Souza, doou por meio de uma escritura pública o terreno onde se construiu uma vila, no povoamento foi construída uma igreja matriz e um grande cruzeiro em 1888.
Com o passar do tempo ao redor da capela se formou um povoado que foi elevado a categoria de distrito de Cabo Verde em 30 de outubro de 1886, com a denominação de São José dos Botelhos. Em 1 de dezembro de 1873 o distrito foi desmembrado de Cabo Verde e anexado ao município de Caldas. Porém de acordo com a lei nº 2500, de 12 de novembro de 1878, São José dos Botelhos voltou a pertencer ao município de Cabo Verde assim como Divisa Nova. Botelhos manteve-se na categoria de distrito.
Em 30 de agosto de 1911, através da lei estadual nº 556, o distrito de São José de Botelhos é desmembrado do município de Cabo Verde sendo elevado à categoria de município. Em 1915 o município teve o nome simplificado para Botelhos.

## Geografia
A área do município, segundo o Instituto Brasileiro de Geografia e Estatística (IBGE), é de 334,089 km², sendo que 1,8000 km² constituem a zona urbana e os 332,289 km² restantes constituem a zona rural. Situa-se a 21° 37' 58"  de latitude sul e 46° 23' 42" de longitude oeste e está a uma distância de 455 quilômetros a sudoeste da capital mineira. Seus municípios limítrofes são Divisa Nova, a nordeste; Cabo Verde, a norte; Campestre, a leste; Bandeira do Sul, a sudeste; Poços de Caldas, a sudoeste e Caconde (SP) a oeste.
De acordo com a divisão do Instituto Brasileiro de Geografia e Estatística vigente desde 2017, o município pertence às Regiões Geográficas Intermediária de Pouso Alegre e Imediata de Poços de Caldas. Até então, com a vigência das divisões em microrregiões e mesorregiões, o município fazia parte da microrregião de Poços de Caldas, que por sua vez estava incluída na mesorregião Sul Sudoeste de Minas Gerais.

### Relevo e hidrografia
O relevo do município de Botelhos é predominantemente sinuoso com algumas áreas montanhosas. A altitude máxima encontra-se na Serra do Cristo, que chega aos 1 300 metros, enquanto que a altitude mínima está no leito do Rio Cabo Verde próximo ao distrito de São Gonçalo de Botelhos, com 850 metros. Já o ponto central da cidade está a 1 000 m.
Os principais cursos de água que banham o município são o rio Cabo Verde e o rio Pardo, os quais fazem parte da bacia hidrográfica do rio Grande. Com a construção da Usina Hidrelétrica de Caconde em 1961 uma pequena área do município foi alagada pelas águas do lago da Usina. O que obrigou que o distrito de Palmeiral fosse realocado para um local mais alto.

### Distritos
O município possui três distritos: Botelhos, São Gonçalo de Botelhos e Palmeiral.

### Rodovias
- BR-146
- LMG-880

### Clima
O clima do município é caracterizado, segundo o IBGE, como um clima tropical de altitude. Chove muito mais no verão que no inverno. Na Classificação climática de Köppen-Geiger o clima de Botelhos é classificado como Cwa.

## Política e administração
A administração municipal se dá pelos Poderes Executivo e Legislativo. O Executivo é exercido pelo prefeito, auxiliado pelo seu gabinete de secretários. O atual prefeito é Eduardo José Alves de Oliveira, do Partido da Social Democracia Brasileira (PSDB), eleito nas eleições municipais de 2020 com 58,35% dos votos válidos e empossado em 1º de janeiro de 2021, ao lado de Adelson Franco como vice-prefeito. O Poder Legislativo, por sua vez, é constituído pela câmara municipal, composta por nove vereadores. Cabe à casa elaborar e votar leis fundamentais à administração e ao Executivo, especialmente o orçamento participativo (Lei de Diretrizes Orçamentárias).
Em complementação ao processo Legislativo e ao trabalho das secretarias, existem também conselhos municipais em atividade, entre os quais dos direitos da criança e do adolescente e tutelar, criados em 2006. Botelhos se rege por sua lei orgânica. 
O município é sede da Comarca de Botelhos, que se localiza na sede do município. Sendo classificada como de primeira entrância. Foi instalada em 15 de dezembro de 1948. O município possuía, em dezembro de 2017, 12 590 eleitores, de acordo com o Tribunal Superior Eleitoral (TSE), o que representa 0,091% do eleitorado mineiro.